# Discografia di Miranda Lambert
Questa voce contiene la discografia della cantante country statunitense Miranda Lambert.

## Album
| Anno | Dettagli                                                                         | Posizioni massime | Posizioni massime | Certificazioni e vendite                     |
| Anno | Dettagli                                                                         | US                | CAN               | Certificazioni e vendite                     |
| ---- | -------------------------------------------------------------------------------- | ----------------- | ----------------- | -------------------------------------------- |
| 2001 | Miranda Lambert - Pubblicato: 2001 - Etichetta: Indipendente                     | —                 | —                 |                                              |
| 2005 | Kerosene - Pubblicato: 15 marzo 2005 - Etichetta: Epic Nashville                 | 18                | —                 | - Stati Uniti: Platino - Vendite: 1.000.000+ |
| 2007 | Crazy Ex-Girlfriend - Pubblicato: 1º maggio 2007 - Etichetta: Columbia Nashville | 6                 | —                 | - Stati Uniti: Platino - Vendite: 1.100.000+ |
| 2009 | Revolution - Pubblicato: 29 settembre 2009 - Etichetta: Columbia Nashville       | 8                 | 47                | - Stati Uniti: Platino - Vendite: 1.500.000+ |
| 2011 | Four the Record - Pubblicato: 1º novembre 2011 - Etichetta: RCA Nashville        | 3                 | 12                | - Stati Uniti: Oro - Vendite: 650.000+       |

## EP
| Anno | Dettagli                                                                    |
| ---- | --------------------------------------------------------------------------- |
| 2009 | Dead Flowers - Pubblicato: 8 settembre 2009 - Etichetta: Columbia Nashville |

## Singoli
| Anno | Singolo                 | Posizioni massime | Posizioni massime | Posizioni massime | RIAA    | Album               |
| Anno | Singolo                 | US country        | US                | CAN               | RIAA    | Album               |
| ---- | ----------------------- | ----------------- | ----------------- | ----------------- | ------- | ------------------- |
| 2004 | Me and Charlie Talking  | 27                | —                 | —                 | —       | Kerosene            |
| 2005 | Bring Me Down           | 32                | —                 | —                 | —       | Kerosene            |
| 2005 | Kerosene                | 15                | 61                | —                 | Oro     | Kerosene            |
| 2006 | New Strings             | 25                | 125               | —                 | —       | Kerosene            |
| 2006 | Crazy Ex-Girlfriend     | 50                | —                 | —                 | —       | Crazy Ex-Girlfriend |
| 2007 | Famous in a Small Town  | 14                | 87                | —                 | —       | Crazy Ex-Girlfriend |
| 2008 | Gunpowder & Lead        | 7                 | 52                | —                 | Platino | Crazy Ex-Girlfriend |
| 2008 | More Like Her           | 17                | 90                | —                 | —       | Crazy Ex-Girlfriend |
| 2009 | Dead Flowers            | 37                | —                 | —                 | —       | Revolution          |
| 2009 | White Liar              | 2                 | 38                | 67                | Platino | Revolution          |
| 2010 | The House That Built Me | 1                 | 28                | 52                | Platino | Revolution          |
| 2010 | Only Prettier           | 12                | 61                | —                 | Oro     | Revolution          |
| 2011 | Heart Like Mine         | 1                 | 44                | 69                | Oro     | Revolution          |
| 2011 | Baggage Claim           | 3                 | 44                | 74                | —       | Four the Record     |
| 2012 | Over You                | 1                 | 35                | 52                | —       | Four the Record     |
| 2012 | Fastest Girl in Town    | 11                | 70                | 89                | —       | Four the Record     |

## Collaborazioni
| Anno | Canzone          | Album                 |
| ---- | ---------------- | --------------------- |
| 2007 | "Jailhouse Rock" | Elvis: Viva Las Vegas |

### Duetti
| Anno | Canzone                            | Artista       | Album                   |
| ---- | ---------------------------------- | ------------- | ----------------------- |
| 2003 | "Today I Started Loving You Again" | Buddy Jewell  | Buddy Jewell            |
| 2007 | "Grown Woman"                      | Jason Aldean  | Relentless              |
| 2008 | "Bare Skin Rug"                    | Blake Shelton | Startin' Fires          |
| 2009 | "Strangers on a Train"             | David Nail    | I'm About to Come Alive |

## Video musicali
| Anno | Canzone                   | Direttore           |
| ---- | ------------------------- | ------------------- |
| 2004 | "Me and Charlie Talking"  | Trey Fanjoy         |
| 2005 | "Bring Me Down"           | Kristin Barlowe     |
| 2005 | "Kerosene"                | Trey Fanjoy         |
| 2006 | "New Strings"             | Trey Fanjoy         |
| 2007 | "Famous in a Small Town"  | Trey Fanjoy         |
| 2008 | "Gunpowder & Lead"        | N/A                 |
| 2008 | "More Like Her"           | Randee St. Nicholas |
| 2009 | "Dead Flowers"            | Randee St. Nicholas |
| 2009 | "White Liar"              | Chris Hicky         |
| 2010 | "The House That Built Me" | Trey Fanjoy         |
| 2010 | "Only Prettier"           | Trey Fanjoy         |